# Ängeln som inte kunde flyga fel
Ängeln som inte kunde flyga fel är en roman skriven av Gösta Gustaf-Janson och utgiven 1967.

## Handling
Ängeln som inte kunde flyga fel handlar om konstnären Olle och hans fru Malin, "ängeln". Boken utspelar sig under julen.
Berättelsen fokuserar mycket på relationen mellan den "perfekta" Malin och den vankelmodige, osäkre Olle.

## Källa
- Gustaf-Janson, Gösta (1967). Ängeln som inte kunde flyga fel. Stockholm: Albert Bonniers Förlag. Libris 1788284